# Hunau (Naturraum)
Die Hunau im weiteren Sinne bezeichnet den Naturraum des Bergmassiv des 818,6 m über NHN erreichenden Bergs Hunau nebst Ausläufern im heutigen Gebiet der Städte Schmallenberg und Winterberg im Hochsauerlandkreis, Nordrhein-Westfalen. Er nimmt, je nach Grenzziehung, eine Fläche von etwa 55 bis 58 km² ein.

## Lage
Das Massiv der Hunau liegt, von der Innenstadt bis zur jeweils zugewandten Seite, gut 5 km nordöstlich von Schmallenberg, ebenso weit westnordwestlich von Winterberg und etwa doppelt so weit südsüdöstlich der Kreisstadt Meschede. Am Südwestrand liegen Bad Fredeburg, Huxel und Holthausen, den östlichen Süden rahmt die Sorpe mit den Weilern (bachaufwärts) Mittelsorpe, Obersorpe und Rehsiepen, den Osten die nach Norden fließende Neger mit Siedlinghausen im Nordosten, den Norden rahmt die Bödefelder Mulde mit Altefeld, Brabecke, Bödefeld sowie Westernbödefeld (etwas abseits) und Gellinghausen, am Nordwestrand liegen, auf Rarbacher Gemarkung, die Weiler Dornheim, Föckinghausen, Oberrarbach und Oberhenneborn, im Westen liegt Altenilpe.
Einzige Ortschaften im Inneren des Naturraums sind der Weiler Osterwald und die westlich sich anschließenden Wohnplätze Sonderhof und Rimberg mit zusammen gerade einmal um 100 Einwohnern in der Osterwalder Mulde. Sie liegen, wie auch fast alle Randorte, auf Schmallenberger Gebiet (Gellenhäuser Gemarkung); lediglich Siedlinghausen und Altenfeld gehören heute zu Winterberg. Früher bildeten die Orte im Norden und im Inneren die Freiheit Bödefeld und die Gemeinde Bödefeld-Land, die Dörfer am Südrand gehörten demgegenüber bis 1975 zum Kirchspiel Oberkirchen.

## Naturräumliche Zuordnung
Die Hunau wird naturräumlich wie folgt zugeordnet:
- (zu 33 Süderbergland)
  - (zu 333 Rothaargebirge)
    - (zu 333.5 Winterberger Hochland)
      - 333.55 Hunau

Benachbarte Naturräume sind die Nordheller Höhen (333.57) im Osten, die Bödefelder Mulde (333.80) im Norden, die Henneborner Täler und Rücken (333.84) im Nordwesten, die Fredeburger Kammer (335.1, Haupteinheit Sauerländer Senken) mit dem Fredeburger Hügelland (335.11) und dem Schmallenberger Grund (335.10) im Südwesten, der Lennekessel (333.6) im östlicheren Süden und der Astenberg (333.54) im Südosten. Im südlichen Osten grenzt ein Sekengebiet an, das Martin Bürgener 1963 den Nordheller Höhen zugerechnet hat, das aber geomorphologisch eher dem Harfeld (Winterberger Hochmulde, 33.56) zuzurechnen wäre; dort erreichen lediglich der Langenberg (734,8 m) und sein Ostgipfel Festerbachskopf (727,8 m) in etwas Entfernung Höhen über 700 m; ihre Scharte zum Astenbergmassiv liegt mit 688,8 m deutlich höher als die zum Steinberg (728,1 m) im Westteil der Nordheller Höhen, welche auf 649,9 m liegt.

## Charakteristik
Vom Zentrum des von Südwest nach Nordost streichenden Rothaargebirges, als das man den am Kahlen Asten 841,9 m hohen Astenberg (333.54) ansehen kann, aus gesehen, bildet die Hunau eine Art Nordwestflügel, während das mit 816,1 m (Ziegenhelle) der Hunau fast ebenbürtige Massiv der Ziegenhelle den Südostflügel bildet. Während indes die Ziegenhelle nur drei weitere Erhebungen hat, die über eine Schartenhöhe von mehr als 50 m verfügen und daher bis zu einem gewissen Grad eigenständige Berge sind, beim Asten gar nur ein weiterer Gipfel (der 811 m hohe Bremberg), sind im Hunaumassiv mehrere Einzelberge und Nebenmassive deutlich abgetrennt – und zwar mit bis zu dreistelligen Schartenhöhen.

### Der Hauptkamm

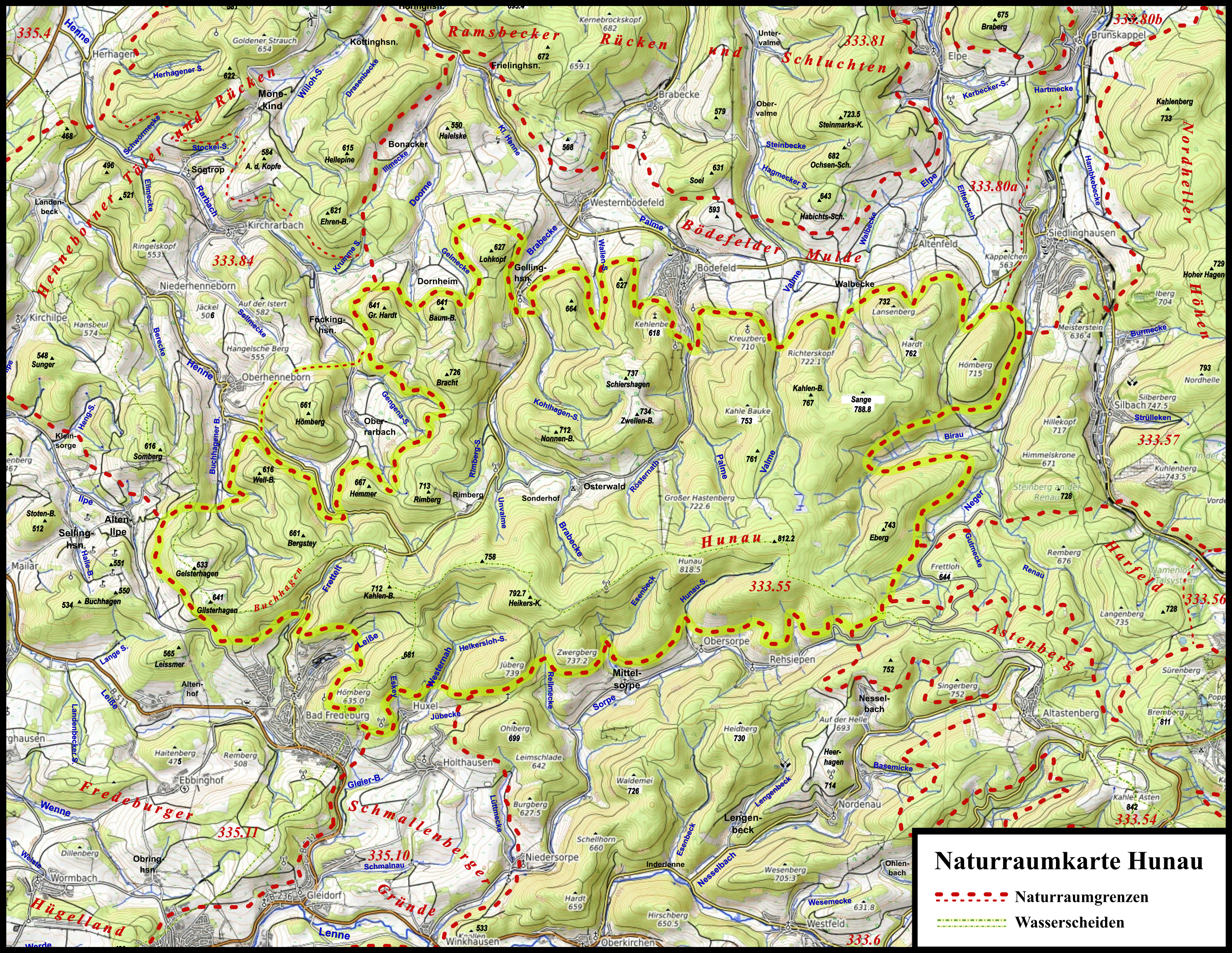
Naturräumliche Karte der Hunau und ihrer Umgebung (größerer Ausschnitt)

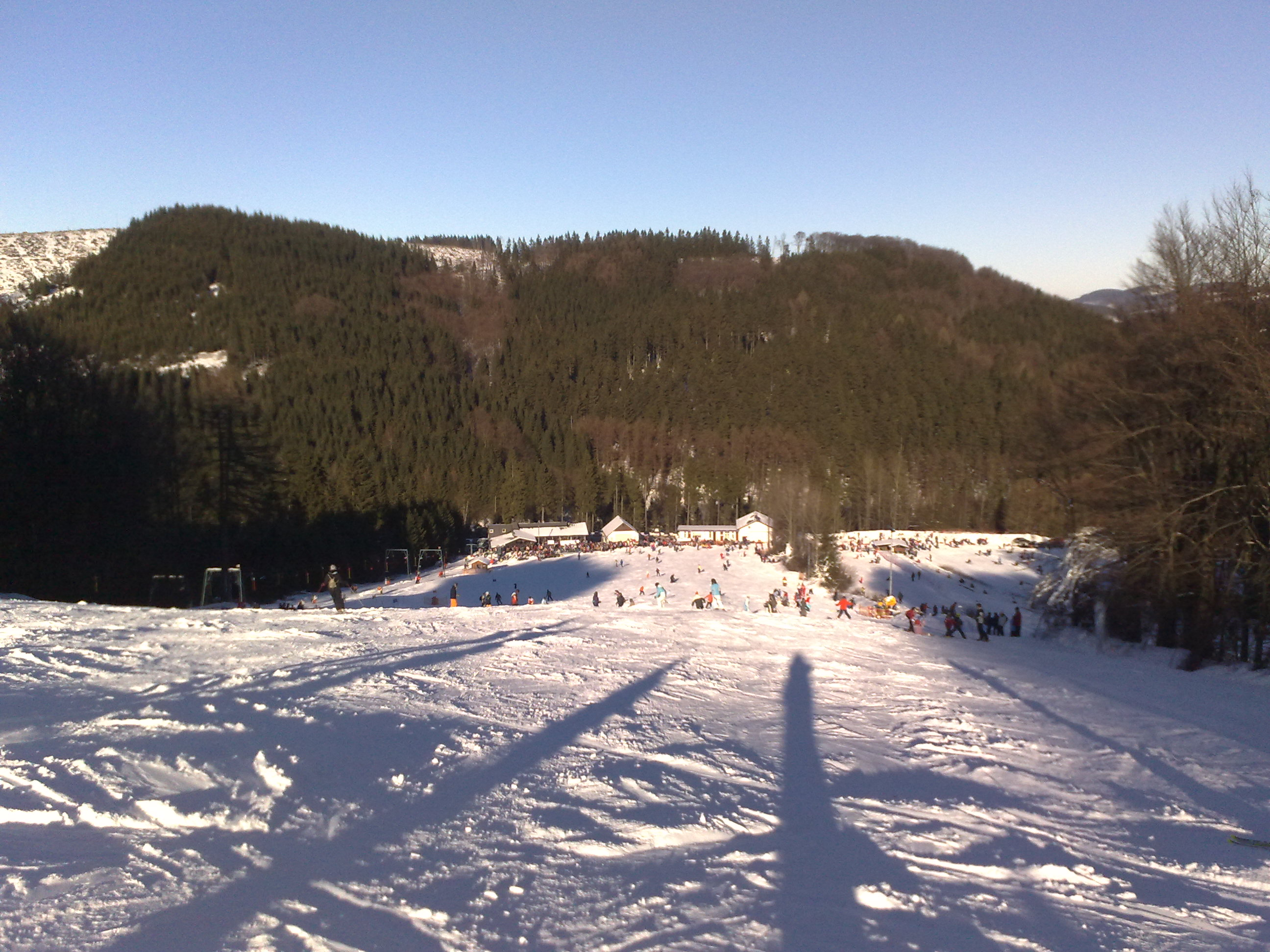
Der Zwellenberg (734,3 m), südlicher Zweitgipfel des Schiershagen

Wie ebenfalls die Ziegenhelle in der Wallershöhe, hat auch die Hunau einen fast gleich hohen Zweitgipfel. Allerdings hat der etwa 1,25 km entfernte und 812,1 m erreichende  Ostgipfel nicht einmal einen bekannten Namen (die Deutsche Grundkarte von 2011 führt lediglich einen kleinen, kursiven Schriftzug Hundegrab). Vom Ostgipfel über die Namentliche Hunau bis zum Heikersköpfchen (892,7 m) verliert der Hauptkamm über eine Strecke von fast 4 km kaum an Höhe und verläuft ohne nennenswerte Scharten. Zum Kahlenberg flacht der Kamm dann auf 712,3 m ab, um nordöstlich Fredeburgs schroff abzufallen.
Am Ostgipfel läuft hingegen der Kamm zwar nach Osten bzw. Südosten (Scharte zum Astenberg auf 697,5 m) allmählich aus, geht aber in Nordostrichtung ohne nennenswerte Unterbrechung bis zur 2,5 km entfernten Sange (788,8 m) weiter und flacht auch in den nördlichen Riedeln nur sehr allmählich ab. Lediglich der Hömberg am äußersten Nordostrand ist durch eine sehr deutliche Scharte herauspräpariert, erreicht indes mit 714,9 m auch bei Weitem nicht mehr die Höhe seiner westlichen Nachbargipfel.
Südlich des Hauptkamms sind demgegenüber die Vor-Gipfel oftmals bereits durch gewisse Scharten abgetrennt, ragen aber nicht sehr weit in Richtung Lennekessel und Schmallenberger Grund.

### Osterwalder Mulde und Randhöhenzüge von Norden bis Westen
Die Osterwalder Mulde unmittelbar nördlich parallel zum Hauptkamm sorgt dafür, dass zwischen der Palme im Osten und der Brabecke im Westen, welche erst in der Bödefelder Mulde bei Westernbödefeld zueinander finden werden, ein markanter Höhenzug um den Schiershagen (736,6 m) herauspräpariert wird. Möglicherweise wurde dieser Höhenzug früher Kohlhagen genannt; jedenfalls heißt der sein Inneres bogenförmig zertalende Bach Kohlhagensiepen.
Auch der nächstwestlichere Höhenzug mit dem Rimberg (713,1 m) im Süden und der Bracht (725,7 m) im Norden ist nach Süden noch durch eine deutliche Scharte an der Osterwalder Senke abgetrennt; hier existiert indes auch eine weitere tiefere Scharte zwischen den beiden genannten Bergen.
Einen Sonderfall stellt der Hömberg (661,4 m) im nördlichen Westen des Massivs dar. Seine Schartenhöhe ist fast so groß wie die der Hunau selber und er verriegelt das Oberrarbacher Becken um Oberrarbach nach Nordwesten. Orographisch ist er Hauptberg einer der Schollen des nordwestlichen Nachbar-Naturraums Henneborner Täler und Rücken, überdies liegt er im Einzugsgebiet der oberen Henne bzw. des Rarbachs, welche so gut wie komplett in jenem Naturraum liegen. Hinzu kommt, dass das Oberrarbacher Becken sehr typisch für die zahlreichen Senken jenes Naturraums ist.
Martin Bürgener stellte den Hömberg noch zur Hunau, deklarierte jedoch die Naturraumgrenze als nicht linienhaft festlegbar – obwohl sie es auf zwei Weisen ist (allerdings unter Ausschluss des Hömbergs nebst dem Becken deutlich klarer). Mit den Bergen des Hunaumassivs hat er vor allem die durchgängige Bewaldung und die Höhe gemein: Der Südwestteil der Henneborner Rücken erreicht ansonsten nur an einem Berg eine Höhe von knapp über 600 m (Somberg: 615,8 m). Würde man von den Henneborner Rücken nur den Nordostteil mit Goldenem Strauch (653,6 m) und Ehrenberg (621,3 m), der noch deutliche Ähnlichkeiten mit den weniger filigranen Ramsbecker Rücken und Schluchten aufweist, zum Rothaargebirge zählen, so würde man den Hömberg sicher nicht ausgrenzen und entsprechend zur Hunau stellen.
Westlich des Hauptkamms wird das Massiv durch den bis 660,9 m Buchhagen abgeschlossen, der die Form eines nach Nordwesten offenen Hufeisens hat, aus dem der Buchhagener Bach, linker Quellbach der Henne, fließt, während der rechte, nominelle, zwischen Buchhagen und Hömberg das Gebirge verlässt.

## Gewässer
Über den Hauptkamm der Hunau verläuft die Wasserscheide zwischen oberer Ruhr und oberer Lenne. Die Südseite entwässert über Gleierbach und Sorpe zur Lenne, die ausladendere Nordseite über Neger, Elpe, Valme und Henne zur Oberruhr. Nur ein kleines Gebiet um die Kernstadt von Bad Fredeburg im Südwesten entwässert über die Leiße zur Wenne, welche als typischer Senkenfluss das Rothaargebirge in einigem westlichen Abstand umfließt.

## Berge
Die folgende Tabelle enthält die wichtigsten Erhebungen der Hunau nebst Höhe über NHN, Dominanz und Prominenz; die Helligkeit des Hintergrunds (Aufhellung ab 2 km Dominanz oder ab 80 m Prominenz) deutet die jeweilige Eigenständigkeit als Berg an:
| Name                   | Lage                                                                                   | Gemarkung                                    | Höhe ü. NHN | Domi- nanz | Promi- nenz | Bemerkungen |
| ---------------------- | -------------------------------------------------------------------------------------- | -------------------------------------------- | ----------- | ---------- | ----------- | --- |
| Hunau                  | Hauptkamm, Zentrum                                                                     | Bödefeld/ Oberkirchen                        | 818,6 m     | 6,90 km    | 139,1 m     | Hauptberg des Massivs und einer der Hauptberge des Rothaargebirges überhaupt; NSG Hunau – Langer Rücken – Heidberg                                                  |
| Hunau–Ostgipfel        | Hauptkamm, östliches Zentrum                                                           | Bödefeld/ Oberkirchen                        | 812,2 m     | 1,14 km    | 25,5 m      | 1,26 km östlich des Hauptgipfels; NSG Hunau – Langer Rücken – Heidberg                                                                                              |
| Heikersköpfchen        | Hauptkamm, dort Westen                                                                 | Fredeburg                                    | 792,7 m     | 1,09 km    | 22,1 m      | südwestlich von Osterwald; NSG Westernahtal an der Südwestflanke |
| Sange                  | Hauptkamm, dort Nordosten                                                              | Bödefeld                                     | 788,8 m     | 2,13 km    | 32,3 m      | 3 km westlich von Silbach; NSG Hömberg / Brusenbecke / Eberg / Kalte Spring am Osthang                                                                              |
| Kahlenberg             | Nordrand, dort östlich                                                                 | Bödefeld                                     | 767,4 m     | 0,25 km    | 7,1 m       | Nordwestausläufer der Sange |
| Hardt                  | Nordrand, dort Osten                                                                   | Altenfeld                                    | 761,6 m     | 0,70 km    | 42,4 m      | 1,4 km südlich von Altenfeld |
| NN                     | Hauptkamm, dort Westen                                                                 | Bödefeld                                     | 758,4 m     | 0,53 km    | 12,9 m      | westlichster „höherer“ Gipfel des Hauptkamms; NSG Altholzinsel im Fredeburger Wald am Nordosthang                                                                   |
| Kahle Bauke            | Nordrand, dort knapp östlich des Zentrums                                              | Bödefeld                                     | 753,0 m     | 0,57 km    | 19,9 m      | 2 km südsüdöstlich von Bödefeld |
| Eberg                  | Ostrand                                                                                | Siedlinghausen                               | 743,5 m     | 0,87 km    | 37,6 m      | 2,5 km nordöstlich von Rehsiepen; zwischen Birau und Neger; NSG Hömberg / Brusenbecke / Eberg / Kalte Spring (außer SW)                                             |
| Jüberg                 | Südrand, dort Westen                                                                   | Oberkirchen                                  | 739,1 m     | 0,68 km    | 51,7 m      | nordöstlich von Huxel; NSG Westernahtal an der Westflanke |
| Zwergberg              | Südrand, dort Westen (östlich des Jübergs)                                             | Oberkirchen                                  | 737,4 m     | 0,39 km    | 32,3 m      | nordwestlich von Mittelsorpe |
| Schiershagen           | Nordrand, dort zentral; durch Osterwalder Senke vom Hauptkamm abgetrennt               | Gellinghausen                                | 736,6 m     | 1,55 km    | 107,2 m     | 1,6 km südwestlich von Bödefeld; Rücken endet dort durch Mündung der Palme in die Brabecke                                                                          |
| Zwellenberg            | Nordrand, dort zentral; unmittelbar südlich des Schiershagen                           | Gellinghausen/ Bödefeld                      | 734,3 m     | 0,55 km    | 15,4 m      | NSG Felsbastion Hollenhaus am Osthang |
| Bracht                 | Nordrand, dort westlich des Zentrums; durch Osterwalder Senke vom Hauptkamm abgetrennt | Rarbach                                      | 725,7 m     | 2,30 km    | 99,4 m      | Basis des Rückens zum Bastenberg, der erst südlich der Bödefelder Mulde wieder ansteigt                                                                             |
| Hömberg                | Nordrand/Ostrand, durch eigene Scharte herauspräpariert                                | Siedlinghausen                               | 714,9 m     | 0,80 km    | 92,0 m      | südwestlich von Siedlinghausen; NSG Hömberg / Brusenbecke / Eberg / Kalte Spring (außer W)                                                                          |
| Rimberg                | westnordwestlich des Zentrums, knapp jenseits der Osterwalder Senke                    | Rarbach                                      | 713,1 m     | 0,97 km    | 81,9 m      | Weiler Rimberg unmittelbar südlich |
| Kahlenberg (Hauptkamm) | Hauptkamm, dort äußerster Westen                                                       | Fredeburg                                    | 712,3 m     | 0,86 km    | 7,5 m       | westlichster Gipfel des Hauptkamms; NSG Quellgebiet der Henne am Nordostfuß                                                                                         |
| Pirke (Pirche)         | Südrand, dort äußerster Westen                                                         | Fredeburg                                    | 681,0 m     | 0,83 km    | 53,7 m      | nordöstlich Bad Fredeburgs (Südwestriedel heißt Hömberg; NSG Westernahtal an der Südostflanke)                                                                      |
| Hömberg                | äußerster Westnordwesten, durch eigene Scharte abgetrennt                              | Rarbach                                      | 661,4 m     | 1,40 km    | 118,8 m     | Randberg zu den Henneborner Tälern und Rücken, westlich von Oberrarbach                                                                                             |
| Bergstey               | Buchhagen, Westen des Hunaumassivs                                                     | Rarbach                                      | 660,9 m     | 0,96 km    | 42,5 m      | nördlich von Bad Fredeburg, unmittelbar nordwestlich des Weilers Kleins Wiese                                                                                       |
| Gilsterhagen           | Buchhagen, äußerster Westen des Hunaumassivs                                           | Dorlar                                       | 642,7 m     | 1,61 km    | 44,3 m      | Randberg zur Fredeburger Kammer (Austrittsscharte auf 535,2 m) nordwestlich von Bad Fredeburg                                                                       |
| Große Hardt            | Nordrand, dort äußerster Westen                                                        | Rarbach                                      | 640,6 m     | 0,58 km    | 42,6 m      | der Bracht nordwestlich vorgelagert, südwestlich von Dornheim; grenzt im Nordosten an die Bödefelder Mulde und nach Nordwesten an die Henneborner Senken und Rücken |
| Gelsterhagen           | Buchhagen, äußerster Westen des Hunaumassivs                                           | Dorlar                                       | 632,6 m     | 0,52 km    | 23,6 m      | nordwestlich des Gilsterhagen |
| Lohkopf                | Nordrand, äußerster, westlich des Zentrums, der Bracht nördlich vorgelagert            | Rarbach/ Drasenbeck/ Brabecke/ Gellinghausen | 627,1 m     | 0,93 km    | 47,3 m      | nördlichster Berg des Naturraums, südwestlich von Westernbödefeld und nordwestlich von Gellinghausen                                                                |
| Kehlenberg             | Nordrand, dort zentral im äußersten Norden                                             | Bödefeld                                     | 617,6 m     | 0,15 km    | 7,5 m       | grenzt nach Norden an Bödefeld; NSG Kehlenberg (Nordhälfte) |